# Aquilegia leptocera
Aquilegia leptocera là một loài thực vật có hoa trong họ Mao lương. Loài này được Nutt. mô tả khoa học đầu tiên năm 1834.